# Viswaganga
Viswaganga és un riu de Berar a Maharashtra. Neix prop de Buldana al districte de Buldana i corria paral·lel al Nalganga fins a desaiguar al Purna. El riu només duia aigua durant l'època de pluges però a la resta de l'any està quasi sempre generalment sec.